# 默多克·密契森
默多克·密契森（英語：John Murdoch Mitchison，1922年6月11日—2011年3月17日）是一位英国动物学家，爱丁堡大学教授，1978年当选皇家学会会士。

## 个人生活
默多克·密契森的父亲是英國工黨政治家狄克·密契森，母亲是作家内奥米·密契森，母亲娘家姓“霍尔丹”，舅舅是遗传和进化生物学家J·B·S·霍尔丹，外祖父是生理学家约翰·斯科特·霍尔丹。其妻子罗莎琳德·密契森（娘家姓“朗”）是历史学家，哥哥丹尼斯·密契森是细菌学家，弟弟阿夫里奥·密契森也是动物学家。